# Most Wanted (album de Hilary Duff)
Pour les articles homonymes, voir Most Wanted.
Albums de Hilary Duff
Hilary Duff
(2004) Dignity
(2007)
Singles
1. Wake Up
Sortie : 12 juillet 2005
2. Beat of My Heart
Sortie : 12 décembre 2005

Most Wanted est le premier album de compilation de l'actrice et chanteuse pop rock américaine Hilary Duff édité en 2005. 

## Liste des morceaux
| No  | Titre                        | Durée |
| --- | ---------------------------- | ----- |
| 1.  | Wake Up                      | 3:38  |
| 2.  | The Getaway                  | 3:37  |
| 3.  | Beat of my Heart             | 3:09  |
| 4.  | Come Clean (remix 2005)      | 3:44  |
| 5.  | Mr James Dean                | 3:29  |
| 6.  | So Yesterday                 | 3:35  |
| 7.  | Metamorphosis                | 3:28  |
| 8.  | Rock this World (remix 2005) | 3:58  |
| 9.  | Beat my Heart                | 3:21  |
| 10. | Fly                          | 3:43  |
| 11. | Girl Can Rock                | 3:04  |
| 12. | Our Lips are Sealed          | 2:40  |
| 13. | Why Not (remix 2005)         | 2:59  |

## Singles issus
Les singles issus de cet album sont : Wake Up ainsi que Beat Of my heart (seulement dans quelques pays).

## Certifications
| Pays                  | Certification |
| --------------------- | ------------- |
| Australie (ARIA)      | Platine       |
| Canada (Music Canada) | 2 × Platine   |
| États-Unis (RIAA)     | Platine       |
| Royaume-Uni (BPI)     | Or            |